# 马尔科·查卡莱维奇
马尔科·查卡莱维奇（羅馬化：Marko Čakarević，1988年5月13日—）為塞尔维亚男子籃球運動員，出生於贝尔格莱德。
2024年3月5日，中国男子篮球职业联赛青岛雄鹰在裁掉內線外籍球員达卡里·约翰逊以後引進查卡莱维奇備戰賽季第三階段，查卡莱维奇不會是球隊進攻核心，只是來增加球隊打法。3月16日，青岛雄鹰完成註冊查卡莱维奇。5月21日，查卡莱维奇以球員兼總教練身份代表青岛雄鹰三人篮球隊參加中国男子三人篮球超级联赛。

## 外部連結
- 马尔科·查卡莱维奇在fiba.basketball（英语）
- 马尔科·查卡莱维奇在archive.fiba.com（archived）（英语）
- 马尔科·查卡莱维奇在fiba3x3.com（英语）
- 马尔科·查卡莱维奇在歐洲籃球聯賽（英语）
- 马尔科·查卡莱维奇在亞得里亞海聯賽（英语）
- 马尔科·查卡莱维奇在Basketball-Reference.com（國際）（英语）
- 马尔科·查卡莱维奇在Eurobasket.com（球員）（英语）
- 马尔科·查卡莱维奇在RealGM（英语）
- 马尔科·查卡莱维奇在Proballers（英语）
- 马尔科·查卡莱维奇在中国篮球数据库（新浪网）
- 马尔科·查卡莱维奇在Flashscore（英语）